# Análogo à Terra

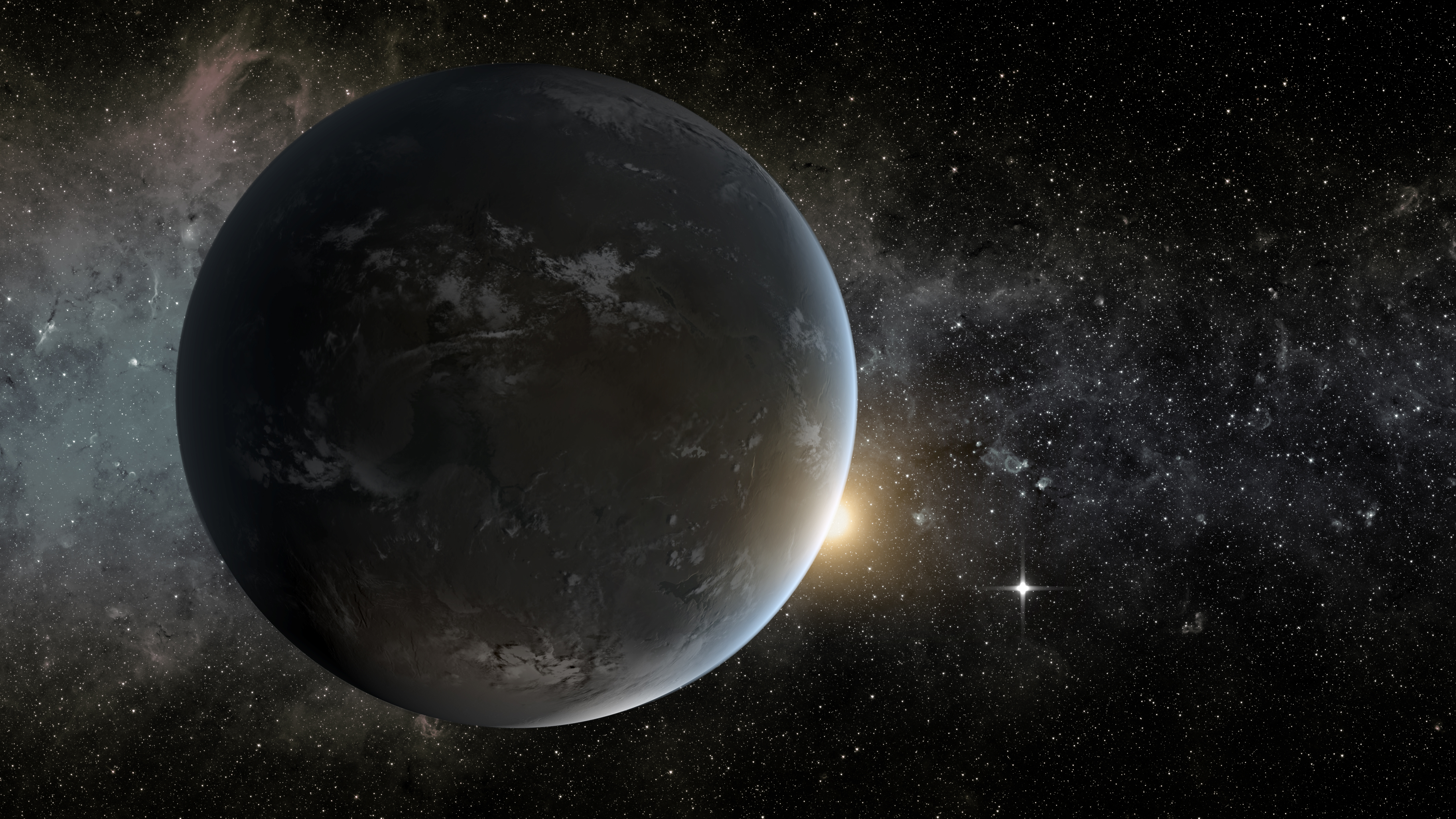
Impressão artística de Kepler-62f, um dos exoplanetas confirmados com maior IST.

Um análogo à Terra (também definido como gêmeo da Terra, exoterra, segunda Terra, Terra alienígena, Terra 2 ou planeta tipo-Terra) é um planeta ou mundo semelhante às condições encontradas na Terra. Para ser considerado um analógico terrestre, um corpo planetário deve orbitar a sua estrela na zona habitável do sistema (coloquialmente chamada de zona "Cachinhos Dourados"), tem uma massa e raio semelhantes às da Terra, têm composição atmosférica adequada, pertencente a uma estrela semelhante ao Sol e ter o resto de nossas características básicas planeta que permitem, em conjunto com o acima exposto, a presença de vida como nós a conhecemos.
Desde 1995, os astrônomos Michel Mayor e Didier Queloz descobriram o primeiro exoplaneta orbitando uma estrela semelhante ao Sol, 51 Pegasi b, o objetivo principal dos especialistas em exoplanetologia tem sido encontrar uma segunda Terra. Nos anos e mesmo após o lançamento do telescópio Kepler, as descobertas eram em sua maioria gigantes gasosos que orbitavam suas estrelas a distâncias muito pequenas, dadas as limitações dos instrumentos da época. Estes organismos, chamados Jupíteres quentes, muita influência nas estrelas e transitam frequentemente em frente a eles, levando a um viés refletindo um claro domínio deste tipo de planetas do resto. Ao longo do tempo, a melhoria das ferramentas de pesquisa (especialmente após o lançamento do telescópio Kepler em 2009) inverteu a tendência, sendo evidente o predomínio de corpos telúricas semelhantes à Terra acima das massas maiores.
A possibilidade de encontrar um análogo à Terra tem um interesse especial para a humanidade, visto que pode inferir-se que a maior semelhança entre um exoplaneta e a Terra, aumenta a probabilidade de que pode sustentar vida alienígena e até mesmo uma possível civilização alienígena. Como tal tem sido um tema frequentemente tratados no campo da ciência, do cinema, da literatura e da filosofia. Em última análise, a descoberta e colonização de tais planetas seria garantir a sobrevivência da humanidade para catástrofes mundiais como a própria morte do Sol.